# (2325) Chernykh
(2325) Chernykh es un asteroide perteneciente al cinturón de asteroides descubierto el 25 de septiembre de 1979 por Antonín Mrkos desde el Observatorio Klet, cerca de České Budějovice, República Checa.

## Designación y nombre
Chernykh fue designado inicialmente como 1979 SP.
Posteriormente se nombró en honor de los astrónomos soviéticos Liudmila Chernyj y Nikolái Chernyj.

## Características orbitales
Chernykh está situado a una distancia media del Sol de 3,147 ua, pudiendo acercarse hasta 2,602 ua y alejarse hasta 3,691 ua. Su inclinación orbital es 1,918° y la excentricidad 0,173. Emplea 2039 días en completar una órbita alrededor del Sol.